# Трансляция (биология)

Сначала ген из 4-символьного алфавита ДНК (A,T,G,C) переписывается с помощью транскрипции в 4-символьный алфавит РНК (A,U,G,C), а затем из РНК с помощью трансляции переводится в 20-символьный алфавит аминокислот синтезируемого белка.

Трансляция. Жёлтым и зелёным обозначены составные субъединицы рибосомы, синим — переносящие аминокислоты тРНК.

Трансля́ция (от лат. translatio — «перенос, перемещение») — осуществляемый рибосомой процесс синтеза белка из аминокислот на матрице информационной (матричной) РНК (иРНК, мРНК), происходящий на клеточном уровне; реализация генетической информации.

## Механизм

Общая схема трансляции.
Инициация.
1. Узнавание стартового кодона (AUG), сопровождается присоединением тРНК, аминоацилированной метионином (М), и сборкой рибосомы из большой и малой субъединиц.
Элонгация.
2. Узнавание текущего кодона соответствующей ему аминоацил-тРНК (комплементарное взаимодействие кодона мРНК и антикодона тРНК увеличено).
3. Присоединение аминокислоты, принесённой тРНК, к концу растущей полипептидной цепи.
4. Продвижение рибосомы вдоль матрицы, сопровождающееся высвобождением молекулы тРНК.
5. Аминоацилирование высвободившейся молекулы тРНК соответствующей ей аминоацил-тРНК-синтетазой.
6. Присоединение следующей молекулы аминоацил-тРНК, аналогично стадии (2).
7. Движение рибосомы по молекуле мРНК до стоп-кодона (в данном случае UAG).
Терминация.
Узнавание рибосомой стоп-кодона сопровождается (8) отсоединением новосинтезированного белка и в некоторых случаях (9) диссоциацией рибосомы.

Синтез белка является основой жизнедеятельности клетки. Для осуществления этого процесса в клетках имеются специальные немембранные органеллы — рибосомы. Это рибонуклеопротеидные комплексы, построенные из 2 субъединиц: большой и малой. Их функция — узнавание трёхбуквенных (трехнуклеотидных) кодонов мРНК, сопоставление соответствующих им антикодонов тРНК, несущих аминокислоты, и присоединение этих аминокислот к растущей белковой цепи. Двигаясь вдоль молекулы мРНК, рибосома синтезирует белок в соответствии с информацией, заложенной в молекуле мРНК.
Для узнавания аминокислот в клетке есть специальные «адаптеры», молекулы транспортной РНК (тРНК). Эти молекулы, имеющие форму клеверного листа, имеют участок (антикодон), комплементарный кодону мРНК, а также другой участок, к которому присоединяется аминокислота, соответствующая этому кодону. Присоединение аминокислот к тРНК осуществляется в энерго-зависимой реакции ферментами аминоацил-тРНК-синтетазами, а получившаяся молекула называется аминоацил-тРНК. Таким образом, специфичность трансляции определяется взаимодействием между кодоном мРНК и антикодоном тРНК, а также специфичностью аминоацил-тРНК-синтетаз, присоединяющих аминокислоты строго к соответствующим им тРНК (например, кодону GGU будет соответствовать тРНК, содержащая антикодон CCA, а к этой тРНК будет присоединяться только аминокислота глицин).
Механизмы трансляции прокариот и эукариот существенно отличаются, поэтому многие вещества, подавляющие трансляцию прокариот, меньше действуют на трансляцию эукариот, что позволяет использовать их в медицине как антибактериальные средства, безопасные для организма млекопитающих.
Процесс трансляции разделяют на
- инициацию — узнавание рибосомой стартового кодона и начало синтеза.
- элонгацию — собственно синтез белка.
- терминацию — узнавание терминирующего кодона (стоп-кодона) и отделение продукта.

### Рамка считывания
Так как каждый кодон содержит три нуклеотида, один генетический текст можно прочитать тремя способами (начиная с первого, второго и третьего нуклеотидов), то есть в трех разных рамках считывания. Обычно значимой является информация, закодированная только в одной рамке считывания. Поэтому правильная инициация трансляции (позиционирование на стартовом AUG-кодоне) крайне важна для синтеза белка рибосомой.

## Инициация

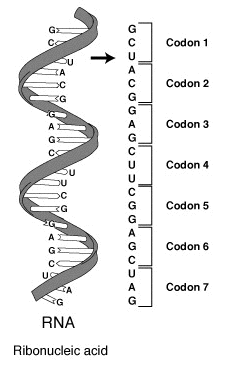
Последовательность кодонов в части молекулы мРНК. Каждый кодон состоит из трех нуклеотидов, обычно соответствующих единственной аминокислоте. Эта молекула мРНК указывает рибосоме синтезировать белок согласно данному генетическому коду.

Синтез белка в большинстве случаев начинается с AUG-кодона, кодирующего метионин. Этот кодон обычно называют стартовым или инициаторным. Инициация трансляции предусматривает узнавание рибосомой этого кодона и привлечение инициаторной аминоацил-тРНК. Для инициации трансляции необходимо также наличие определённых нуклеотидных последовательностей в районе стартового кодона (последовательность Шайна — Дальгарно у прокариот и последовательность Козак у эукариот). Немаловажная роль в защите 5'-конца мРНК принадлежит 5'-кэпу. Существование последовательности, отличающей стартовый AUG от внутренних совершенно необходимо, так как в противном случае инициация синтеза белка происходила бы хаотично на всех AUG-кодонах.
Процесс инициации обеспечивается специальными белками — факторами инициации (англ. initiation factors, IF; инициаторные факторы эукариот обозначают eIF, от англ. eukaryotes).
Механизмы инициации трансляции у про- и эукариот существенно отличаются: прокариотические рибосомы потенциально способны находить стартовый AUG и инициировать синтез на любых участках мРНК, в то время как эукариотические рибосомы обычно присоединяются к мРНК в области кэпа и сканируют её в поисках стартового кодона.

### У прокариот

Схема инициации трансляции у прокариот.
Начальная стадия предусматривает связывание малой рибосомной субъединицы (30S) с мРНК. Это может происходить двумя способами: либо сначала к мРНК присоединяется комплекс, содержащий рибосомную субчастицу (1), а затем к нему привлекается тРНК в комплексе с IF2 и ГТФ (2), либо 30S субъединица изначально связывается с тРНК, а уже потом садится на мРНК (3). К образовавшемуся комплексу приходит большая (50S) рибосомная субъединица (4), инициаторные факторы отсоединяются от 30S субчастицы, что сопровождается гидролизом ГТФ белком IF2 (5), и собранная рибосома начинает элонгировать цепь (6). В правом нижнем углу дана схема инициаторного участка прокариотической мРНК. Отмечены 5' и 3' концы молекулы. RBS — сайт связывания рибосомы, SD — последовательность Шайна — Дальгарно, AUG — инициаторный кодон

Малая рибосомная субъединица (30S) прокариот, если она не вовлечена в данный момент в трансляцию, существует в комплексе с инициаторными факторами IF1, IF3, и, в некоторых случаях, IF2. Рассмотрим основные функции этих белков:
- IF3, связанный с 30S-субъединицей, предотвращает ассоциацию с большой (50S) субъединицей рибосомы, тем самым сохраняя её свободное состояние до связывания с матричной РНК. Этот белок также принимает участие в связывании мРНК и тРНК, а также IF2.
- IF2 взаимодействует с тРНК, а также обладает способностью расщеплять ГТФ.
- IF1 является, по-видимому, не обязательным фактором (у некоторых видов он отсутствует), повышающим сродство малой субчастицы к IF2 и IF3.

Комплекс 30S субчастицы с инициаторными факторами способен узнавать специальные последовательности мРНК, так называемые участки связывания рибосомы (англ. RBS, ribosome-binding site). Эти участки содержат, во-первых, инициаторный AUG, и, во-вторых, специальную последовательность Шайна — Дальгарно, с которой комплементарно связывается рибосомная 16S РНК. Последовательность Шайна — Дальгарно служит для того, чтобы отличать инициаторный AUG от внутренних кодонов, кодирующих метионин. После того, как 30S-субъединица связалась с мРНК, к ней привлекается инициаторная аминоацил-тРНК и IF2, если они ещё не были включены в комплекс. Затем присоединяется 50S-субчастица, происходит гидролиз ГТФ и диссоциация инициаторных факторов. Собранная рибосома начинает синтезировать полипептидную цепь.

### У эукариот
У эукариот существуют два основных механизма нахождения рибосомой стартового AUG: кэпзависимый (сканирующий) и кэпнезависимый (внутренняя инициация).
- При сканирующем механизме рибосома (точнее, её малая субъединица) садится на 5'-конец мРНК в области кэпа и двигается вдоль молекулы мРНК, «сканируя» один кодон за другим, пока не наткнётся на инициаторный AUG. Для привлечения рибосомы к 5'-концу мРНК требуется специальная структура, кэп — 7-метилгуанин, прикреплённый к 5'-концевому нуклеотиду мРНК.
- При механизме внутренней инициации, называемом у эукариот также IRES-зависимым механизмом, рибосома садится на внутренний участок мРНК, называемый IRES (англ. Internal Ribosomal Entry Site, участок внутренней посадки рибосомы) — участок мРНК, обладающий выраженной вторичной структурой, позволяющей ему направлять рибосомы на стартовый AUG. По IRES-зависимому механизму инициируется синтез лишь на небольшой части клеточных мРНК, а также на РНК некоторых вирусов.[2]

В дополнение к основным механизмам инициации, при наличии перед стартовым кодоном поли(А)-лидера (например, в мРНК вирусов семейства оспы) реализуется нестандартный механизм инициации. В этом случае инициаторный комплекс не содержит факторов IF3 и eIF4F, и после сборки на 5'-нетранслируемой области осуществляет не последовательное сканирование мРНК, а т. н. АТФ-независимое «бесфазное блуждание». При этом инициация протекает значительно быстрее, чем в случае работы по классическому сканирующему механизму.
Также у эукариот возможна реинициация трансляции, когда после окончания трансляции рибосома с белковыми факторами не диссоциирует от мРНК, а перескакивает с 3' на 5'-конец мРНК и начинает инициацию ещё раз. Это возможно благодаря т. н. циклизации мРНК в цитоплазме, то есть физическому сближению старт- и стоп-кодонов с помощью специальных белков.

#### Кэпзависимый механизм
В отличие от прокариот, инициация трансляции у которых обеспечивается лишь тремя белковыми факторами, трансляция подавляющего большинства мРНК эукариот, содержащих 5'-кэп [m7G(5')ppp(5')N] и 3'-поли(А)-хвост, требует участия, по крайней мере, 13 общих эукариотических факторов инициации (eIF), представленных 31 полипептидом. Инициация трансляции включает события между диссоциацией рибосомы во время терминации в предыдущем цикле трансляции и сборкой рибосомы, готовой к элонгации, на старт-кодоне мРНК. Во время инициации аппарат трансляции решает следующие задачи:
1. диссоциация и антиассоциация рибосомных субъединиц;
2. выбор инициаторной метионил-тРНК (Met-tRNAiMet);
3. связывание 5'-кэпа, связывание поли(А), сканирование;
4. выбор правильного старт-кодона;
5. объединение рибосомных субъединиц на старт-кодоне[4][5][Л 1][Л 2][6]

##### Диссоциация и антиассоциация субъединиц рибосом
Диссоциация рибосомных субъединиц в конце терминации — активный процесс, в котором участвуют eIF, а также факторы элонгации и терминации. Антиассоциация уже диссоциированных субъединиц обеспечивается eIF и служит для предотвращения преждевременного объединения рибосомных субъединиц. Главная роль в выполнении этой задачи принадлежит eIF3, мультисубъединичному фактору, состоящему из 13 различных субъединиц (общей молекулярной массой 800 кДа) у млекопитающих, 11 субъединиц у растений и шести субъединиц у дрожжей Saccharomyces cerevisiae. eIF3 связывается с 40S субъединицей рибосомы (40S) посредством своей j-субъединицы, которая, в свою очередь, взаимодействует с «каркасной» (scaffolding) b-субъединицей и предотвращает ассоциацию 40S с 60S рибосомной субъединицей (60S). Эти активности eIF3 зависят от его взаимодействия с eIF1 и тройственным комплексом eIF2/GTP/Met-tRNAiMet. Связывание eIF1 с 40S является кооперативным с eIF3, так же как и связывание eIF1 с eIF1А (гомологом бактериального IF1). Таким образом, eIF1А, вероятно, также участвует в антиассоциации, по крайней мере, непрямым образом.

##### Селекция инициаторной метионил-тРНК (Met-tRNAiMet)
Этот этап включает в себя следующие процессы:
1. узнавание и метионилирование tRNAiMet специфичной метионил-тРНК-синтетазой;
2. дискриминацию против Met-tRNAiMet эукариотическими факторами элонгации;
3. дискриминацию против неметионилированной или неправильно аминоацилированной tRNAiMet eIF;
4. дискриминацию против элонгаторных тРНК eIF.

В ходе процесса (а), метионил-тРНК-синтетаза взаимодействует как с акцепторным концом тРНК, так и с антикодоном.
Процесс (б) у растений и дрожжей осуществляется с помощью посттранскрипционной модификации tRNAiMet, которая делает её отличной от элонгаторной метионин-специфичной тРНК с помощью присоединения 2'-О-фосфорибозила к рибозе нуклеотида А64. У позвоночных процесс (б) осуществляется путём дискриминации между специфическими особенностями нуклеотидных последовательностей tRNAiMet и элонгаторной метиониновой тРНК.

## Элонгация

Схема РНК-связывающих участков рибосомы. Буквами обозначены участки связывания тРНК. А — аминоацил-тРНК-связывающий участок, Р — пептидил-тРНК-связывающий участок, Е — участок отсоединения тРНК от рибосомы (exit)

В процессе наращивания полипептидной цепи принимают участие два белковых фактора элонгации. Первый (EF1a у эукариот, EF-Tu — у прокариот) переносит аминоацилированную («заряженную» аминокислотой) тРНК в А (аминоацил)-сайт рибосомы. Рибосома катализирует перенос пептида, связанного с тРНК в Р-сайте, в А-сайт и образование пептидной связи с находящимся там аминокислотным остатком. Таким образом растущий пептид удлиняется на один аминокислотный остаток. Затем второй белок (EF2 у эукариот, EF-G — у прокариот) катализирует так называемую транслокацию. Транслокация — перемещение рибосомы по мРНК на один триплет (примерно 20 ангстрем), в результате которого пептидил-тРНК оказывается вновь в Р-сайте, а «пустая» тРНК из P-сайта переходит в Е-сайт (от слова exit). тРНК из E-сайта диссоциирует спонтанно, после чего рибосома готова к новому циклу элонгации.

## Терминация
Терминация — окончание синтеза белка, осуществляется, когда в А-сайте рибосомы оказывается один из стоп- кодонов — UAG, UAA, UGA. Из-за отсутствия тРНК , соответствующих этим кодонам, пептидил-тРНК остаётся связанной с Р-сайтом рибосомы. Здесь в действие вступают специфические белки RF1 или RF2, которые катализируют отсоединение полипептидной цепи от мРНК, а также RF3, который вызывает диссоциацию мРНК из рибосомы. RF1 узнаёт в А-участке UAA или UAG; RF-2 — UAA или UGA. С UAA терминация эффективнее, чем с другими стоп-кодонами.

## Компартментализация у эукариот
В отличие от прокариот, у которых биосинтез белка происходит непосредственно во время транскрипции соответствующих мРНК, для эукариот характерна строгая компартментализация всех процессов, происходящих во время биосинтеза белка, в том числе и компартментализация трансляции.
Трансляция мРНК секреторных и мембранных белков (обычно они составляют 3—15 % от всех синтезируемых клеткой белков) происходит на рибосомах, связанных с гранулярной эндоплазматической сеткой. По классическим представлениям, ещё 35—45 % рибосом связаны с цитоскелетом, а оставшиеся 20—40 % рибосом находятся в несвязанном состоянии в цитозоле. Однако высказываются предположения, что свободные рибосомы являются артефактом, и в клетке они связаны с так называемой микротрабекулярной решеткой, образованной особым типом филаментов. Впрочем, по другим данным, само существование микротрабекулярной решетки ставится под сомнение, так что вопрос о существовании активных несвязанных рибосом остаётся открытым.
В настоящее время высказывается гипотеза, что трансляция у эукариот происходит не во всей цитоплазме клетки, а в отдельных областях цитоплазмы, условно называемых «трансляционными компартментами». Предположительно, в состав трансляционного компартмента входят следующие структуры:
- рибосомы с присоединенными к ним белковыми факторами, матричной и транспортными РНК;
- так называемые кодосомы — сложные белковые комплексы, в которые входят 7-9 аминоацил-тРНК синтетаза, пирофосфатаза, циклические нуклеотиды, ионы магния и липиды;[21]
- eEF1H — тяжёлая (англ. heavy), или полная, форма фактора элонгации 1. Он содержит 4 фактора элонгации (eEF1A, eEF1Bα, eEF1Bβ, eEF1Bγ).[22]

Компартментализация трансляции обеспечивает высокую скорость биосинтеза белка и широкие возможности регуляции этого процесса.